# 横浜学院 (ドカベン)
横浜学院高等学校（よこはまがくいんこうとうがっこう）は、水島新司の野球漫画『ドカベン』シリーズに登場する、架空の高等学校。

## 概要
- 神奈川県横浜市にある私立高校で、山田太郎らがいる明訓高校のライバル校の一つ。山田の1学年上の土門剛介をエースとして明訓高と対戦した。土門卒業後、さらに山田らが卒業した後も、たびたび作品中にその後の状況が描かれている。
- 原作漫画では男子校か共学校かは定かでないが、アニメ版の「ドカベン」では野球部に女子マネージャーがおり、アニメ版では共学校として描かれている。

## 野球部
- 超高校級投手の土門剛介を擁している。
- 不知火守のいる白新高校と違って打力もあるようで、相手校に圧勝したり大量点差をつけられての劣勢を追いつく描写も見られる。事実、明訓高校のエース里中智に対して、雲竜大五郎のいる東海高校は完全試合を、不知火守のいる白新高校は無安打無得点試合を、それぞれ喫しているのに比して、横浜学院は里中智に対して完封負けは喫していない。
- 土門剛介の存在が大きいために見落とされがちだが、実は投手力はそれほど高くない。土門が交通事故による重傷で欠場していた夏の神奈川県大会（山田らが1年次）は初戦敗退、山田らが3年次の夏の大会では明訓にコールド負け寸前の大量失点するなどの描写がある。

### ユニフォームのデザイン
- 白地の胸部にアルファベットで「Yokohama」。襟元と袖口に黄色と黒のラインが入る。
- アンダーシャツとストッキングは濃い茶色。
- 帽子は濃い茶色で額の部分に白で「ｙ（小文字のＹ）」。

### 「ドカベン」および「大甲子園」における戦歴
- 時期は不明ながら、土門剛介は交通事故に遭って再起を危ぶまれており、彼が投げられなかった2年次の夏の神奈川県大会は初戦敗退を喫している。
- 土門が復帰した2年生の秋の神奈川県大会では、捕手不在で土門が全力投球できない状況ながらも、彼の投打にわたる活躍で決勝に進む。谷津吾朗を見出したことで土門が全力投球可能になった決勝戦では明訓高と対戦、終始先手を取って明訓を苦しめるが、微笑三太郎に逆転サヨナラ満塁本塁打を喫して敗れた。

| 横学 | 1 | ０ | 0 | 0 | 0 | 0 | 0 | 0 | 1  | = | 2  |
| 明訓 | 0 | 0  | 0 | 0 | 0 | 0 | 1 | 0 | 4x | = | 5x |

- 土門が3年次の春の県大会では土門が登板回避し、初戦で敗れた。
- 土門が3年生の夏の県大会は、土門が1回戦から準決勝まで6試合連続の無安打無得点試合を達成し、実況アナウンサーから「おばけだ、神だ、魔法使いだ」と讃えられている。決勝では明訓高と対戦。谷津吾朗の2本の本塁打で明訓を追い詰めるが、9回裏に追いつかれ、延長10回にわずかにコントロールを乱した土門が岩鬼正美にサヨナラ2点本塁打を喫して敗れた。試合後、やはり実況アナウンサーから「（土門の）6試合連続ノーヒットノーランの記録は永遠に破られないでしょう」と賞賛されている。

| 横学 | 0 | ０ | 0 | 0 | 0 | 0 | 1 | 0 | 1 | 0  | = | 2  |
| 明訓 | 0 | 0  | 0 | 0 | 0 | 0 | 1 | 0 | 1 | 2x | = | 4x |

- 土門は夏大会での敗戦後に監督に就任。投手の柱が不在のまま臨んだ秋の県大会では捕手・谷津吾朗を中心にして準決勝に進出し、小林真司のいる東郷学園高校と対戦する。接戦を演ずるが、最後は谷津が小林の投じたナックルボールに打ち取られ、3－4で敗れた。

| 東郷 | 0 | 1 | 0 | 0 | 2 | 0 | 1 | 0 | 0 | = | 4 |
| 横学 | 0 | 1 | 0 | 0 | 2 | 0 | 0 | 0 | 0 | = | 3 |

- 谷津、山田が3年次の夏の神奈川県大会では、準決勝で明訓高と対戦。投手陣が打ち込まれ0－7の大量リードを許すが、終盤に渚圭一投手を打ち込んで9回に同点に追いつく。なおも勝ち越しのチャンスだったが岩鬼のファインプレーに阻まれ、延長11回裏にその岩鬼にサヨナラ本塁打を喫して敗れた。敗戦後、監督の土門は「なんて厚い明訓の壁」と肩を落としている。

| 横学 | 0 | 0 | 0 | 0 | 0 | 0 | 2 | 2 | 3 | 0 | 0  | = | 7  |
| 明訓 | 0 | 2 | 2 | 1 | 0 | 2 | 0 | 0 | 0 | 0 | 1x | = | 8x |

### その後
- 谷津は土門のプロ入り後に監督に就任するが、野球部の士気が一気に低下してしまう。谷津の夏初采配となる県大会でも士気は上がらず、明訓高戦を前にだらけきっていた部員を土門が一喝している。その後、土門のオールスター戦での力投を見て、部員たちは勝負への執念を取り戻した。
- 山田らがプロ1年目のオフシーズンの合同自主トレで、山田・里中・岩鬼・殿馬一人・微笑らが「昨年の夏は明訓はさんざんな成績だったな」「でも、今年の選抜には出られるんじゃないかな」「いや、むしろ横浜学院の方が有力だろう」と語っている。ここから類推すると、「①前年秋の神奈川県大会で横浜学院と明訓は決勝進出し、秋の関東大会に出場」「②横浜学院と明訓は秋の関東大会でも、選抜出場の可能性がある好成績を残している」「③ただし、山田らは選抜確定とは語っていないことから、両校は決勝進出はしていない。したがって秋の関東大会ではベスト4かベスト8」「④新チーム結成後のデータは、横浜学院が明訓を上回っており、チームの評価も高い」ことが考えられる。実際に横浜学院がその春の選抜大会に出場したかどうかは不明[独自研究?]。

### おもな選手
- 土門剛介
- 谷津吾朗
  - 1年秋の県大会で野球部の補欠であったところ、頑健な肉体を理由に土門に見いだされるが、のちに頭脳派の選手に成長する。
  - 山田世代と同学年。1年秋の県大会で敗戦した後の、2年春の選抜甲子園大会では、明訓野球部につきまとい、同じ旅館にとまり、明訓の全試合をサチ子とともに観客席で観戦。「前略、土門さま」を初め言葉として、試合内容や山田の練習場面の感想を語る。
  - なお、谷津については、後の水島のプロ野球漫画『白球の詩』で、東京ボッツの選手として、同姓同名で容貌も似た人物が登場する。ただし、ポジションは捕手ではない。
- 山口：谷津の前の正捕手だが、土門の剛球で骨折。
- 鰺坂：土門引退直後の秋の県大会でエースを期待されていた男。優男風だが、投球練習を見守っていた新聞記者たちが「この鰺坂という男、フニャ〜としているが意外とやるぞ」と話し合っている。秋の大会で実際に登板したかは描かれておらず不明。
- 岩沢：山田太郎たちが3年次の夏の県大会で投げていた男。準決勝で明訓と対戦し、延長11回裏に岩鬼に悪球を投じてしまい、サヨナラ本塁打を喫した。
- 他に、安西・曽利田らの選手が登場している。